# Dekanat Mokrsko
Dekanat Mokrsko – jeden z 36 dekanatów w rzymskokatolickim regionie wieluńskim archidiecezji częstochowskiej.

## Parafie
W skład dekanatu wchodzi 9 parafii:
- parafia św. Idziego Opata w Chotowie – Chotów,
- parafia Św. Mikołaja w Komornikach – Komorniki,
- parafia Świętych Apostołów Piotra i Pawła w Krzyworzece – Krzyworzeka,
- parafia Miłosierdzia Bożego w Kurowie – Kurów,
- parafia św. Stanisława BM w Mokrsku – Mokrsko,
- parafia św. Jana Nepomucena w Młynisku – Młynisko,
- parafia św. Marii Magdaleny w Ożarowie – Ożarów,
- parafia Świętych Apostołów Filipa i Jakuba w Skomlinie – Skomlin,
- parafia św. Leonarda Opata w Wierzbiu – Wierzbie.